# 広島県立吉田高等学校
広島県立吉田高等学校（ひろしまけんりつ よしだ こうとうがっこう）は、広島県安芸高田市吉田町吉田にある県立の高等学校。
当地は戦国武将毛利元就の居城吉田郡山城があったところで有名である。

## 概要
歴史
1907年（明治40年）創立の農学校（実業学校）と高等女学校を前身とする。1948年（昭和23年）の学制改革によりそれぞれ新制高等学校に移行。翌1949年（昭和24年）に両校は統合された。2017年（平成29年）に創立110周年を迎える。
設置課程・学科
全日制課程 2学科（2018年入学生まで3学科）
- 探究科
- アグリビジネス科
- 普通科（2019年以降募集停止）
- 生活福祉科（2019年以降募集停止）

校訓
「誠実・忍耐・協和」
校章
武将毛利元就にちなみ、3本の鏃と3本の矢筈と円を組み合わせたものを背景にして中央に「高」の文字を置いている。1949年（昭和24年）に制定。
校歌
歌詞は3番まであり、校名は歌詞中に登場しない。また応援歌もある。
農業実習場（アグリビジネス科）
広島県安芸高田市吉田町常友1397（北緯34度39分42.4秒 東経132度42分5.5秒 / 北緯34.661778度 東経132.701528度）
姉妹校
- ダーフィールドハイスクール（Darfield High School, ニュージーランド）
- エリスミアカレッジ（Ellesmere College, ニュージーランド）

## 沿革
農学校
- 1907年（明治40年）7月25日 - 「吉田町外六ケ村組合立 高田農学校」として創立。
- 1913年（大正2年）4月1日 - 女子部が設置される。
- 1919年（大正8年）
  - 5月22日 - 移管により「高田郡立吉田農学校」に改称。
  - 5月24日 - 女子部が分離し吉田町外六ケ村組合立吉田技芸学校として独立。
- 1923年（大正12年）4月1日 - 移管により「広島県吉田農学校」に改称。
- 1941年（昭和16年）4月1日 - 甲種の農学校となる。
- 1948年（昭和23年）
  - 5月3日 - 学制改革により、農学校は廃止され、新制高等学校「広島県吉田農業高等学校」が発足。
  - この年 - 簸川（ひのかわ）分校、船佐分校、来原分校を設置。

高等女学校
- 1919年（大正8年）5月24日 - 吉田農学校から女子部が分離し「吉田町外六ケ村組合立吉田技芸学校」として独立。
- 1921年（大正10年）4月1日 - 組織改編により「吉田実科高等女学校」に改称。
- 1926年（大正15年）4月4日 - 「吉田高等女学校」に改称。
- 1941年（昭和16年）4月1日 - 移管により「広島県吉田高等女学校」に改称。
- 1948年（昭和23年）
  - 5月3日 - 学制改革により、高等女学校は廃止され、新制高等学校「広島県吉田高等学校」が発足。
  - この年 - 川根分校を設置。

新制高等学校（男女共学）
- 1949年（昭和24年）4月30日 - 高校三原則に基づく公立高校再編により、総合制の「広島県吉田高等学校」が発足。
  - 通常制（全日制課程）3学科（普通科・農業科・生活科）を設置。男女共学を開始。
  - 簸川分校を根野分校に改称。
- 1959年（昭和34年）4月1日 - 生活科の募集を停止し、家政科を設置。根野分校を八千代分校に改称。
- 1961年（昭和36年）3月31日 - 生活科を廃止。
- 1962年（昭和37年）- 川根分校・船佐分校・来原分校を統合し、高宮分校（全日制）とする。川根分校を川根教場、来原分校を来原教場とする。
- 1963年（昭和38年）4月1日 - 食品化学科（1学級）を設置。
- 1967年（昭和42年）- 川根教場を廃止。
- 1968年（昭和43年）
  - 10月1日 - 「広島県立吉田高等学校」（現校名）に改称（県の後に「立」が付される）。
  - この年 - 来原教場を廃止。
- 1972年（昭和47年）4月1日 - 農業科の募集を停止し、地域開発科を設置。
- 1974年（昭和49年）3月31日 - 農業科を廃止。
- 1983年（昭和58年）4月1日 - 高宮分校が分離の上、広島県立高宮高等学校として独立。
- 1990年（平成2年）4月1日 - 食品化学科の募集を停止し、生産流通システム科を設置。
- 1992年（平成4年）
  - 3月31日 - 食品化学科を廃止。
  - 4月1日 - 家政科の募集を停止し、生活福祉科を設置。
- 1994年（平成6年）3月31日 - 家政科を廃止。
- 2001年（平成13年）4月1日 - 総合選択制教育課程を導入。
- 2004年（平成16年）3月31日 - 八千代分校を廃止。
  - 八千代分校最終所在地 - 〒731-0302 安芸高田市八千代町勝田460-1（北緯34度38分15.9秒 東経132度37分21.6秒 / 北緯34.637750度 東経132.622667度）
- 2011年（平成23年）4月1日 - 地域開発科と生産流通システム科を改編し、アグリビジネス科（1学級）を設置。広島県立高宮高等学校を統合。
- 2012年（平成24年）
  - 10月25日 - ダーフィールドハイスクールと姉妹校締結。
  - 10月26日 - エリスミアカレッジと姉妹校締結。
- 2013年（平成25年）3月31日 - 地域開発科と生産流通システム科を廃止。
- 2016年（平成28年）4月 - 新校舎（4号棟）が完成。
- 2019年（平成31年）4月 - 普通科、生活福祉科を募集停止。探究科を設置。

## 著名な出身者
サッカー選手
Jリーグのサンフレッチェ広島ユース所属の選手は基本的に全員が当校に通学している。
- 石川裕司
- 秋元雅博
- 大畑隼哉
- 行友亮二
- 久保田学
- 駒野友一 - 2006および2010 FIFAワールドカップ日本代表
- 森崎和幸
- 森崎浩司
- 田森大己
- 木村龍朗
- 田坂祐介
- 西山貴永
- 田村祐基
- 髙萩洋次郎（高2途中から他校へ転校）
- 森脇良太
- 前田俊介
- 佐藤昭大
- 高柳一誠
- 桒田慎一朗
- 藤井大輔
- 大屋翼
- 冨成慎司
- 福本尚純
- 槙野智章
- 柏木陽介
- 金山隼樹
- 平繁龍一
- 遊佐克美
- 藤澤典隆
- 野田明弘
- 篠原聖
- 中野裕太 (サッカー選手)
- 横竹翔
- 内田健太
- 兼田亜季重
- 原裕太郎
- 岡本知剛
- 中山雄登
- 大崎淳矢
- 茶島雄介
- 森保翔平
- 井波靖奈
- 川森有真
- 石坂元気
- 大野哲煥
- 森保圭悟
- 脇本晃成
- 野津田岳人
- 川辺駿（高3途中から他校へ転校）
- 宮原和也
- 大谷尚輝
- 荒木隼人
- 長沼洋一
- 加藤陸次樹
- 竹本雄飛
- イヨハ理ヘンリー
- 大迫敬介（高3途中から他校へ転校）
- 満田誠
- 川井歩
- 川村拓夢
- 仙波大志
- 東俊希
- 松本大弥
- 山﨑大地
- 土肥航大
- 鮎川峻
- 棚田遼

その他
- 児玉浩（元安芸高田市長）
- 西岡光秋（詩人）

## 交通
最寄りの鉄道駅
- JR西日本 芸備線 「吉田口駅」

最寄りのバス停留所
- 広電バス 「安芸高田市役所前」バス停
- 備北交通 「吉田営業所」バス停

最寄りの幹線道路
- 国道54号

## 周辺
安芸高田市中心部に位置している。
- 吉田郡山城跡・城毛利元就の墓
- 安芸高田市立吉田小学校
- 安芸高田市役所・安芸高田消防署
- 安芸高田警察署
- 安芸高田市歴史民俗博物館